# ヴェンチューラ (客船)
ヴェンチューラ（Ventura）は、P&Oクルーズが運航しているクルーズ客船。

## 概要
ヴェンチューラ級の1番船で、2008年3月29日、イタリアのフィンカンティエリ社モンファルコーネ工場で竣工。船価は4億8500万ユーロ。
4月6日にサウサンプトンに入港し、4月16日に行われた命名式にて女優ヘレン・ミレンによって命名され、
4月18日より地中海クルーズに就航した。
本船はプリンセス・クルーズのカリビアン・プリンセス級とほぼ同型で、P&Oクルーズでは初の超10万総トン船である。
その後同型の2番船が2010年に建造された。

## 同型船
- 2番船　「アズーラ（Azura）」

2010年3月26日竣工。